# (3375) Amy
(3375) Amy es un asteroide que forma parte del cinturón de asteroides y fue descubierto por Carolyn Jean S. Shoemaker desde el observatorio del Monte Palomar, Estados Unidos, el 5 de mayo de 1981.

## Designación y nombre
Amy recibió al principio la designación de 1981 JY1.
Posteriormente, en 1987, se nombró en honor de Amy Shoemaker Prescott, tía del esposo de la descubridora.

## Características orbitales
Amy está situado a una distancia media del Sol de 2,172 ua, pudiendo alejarse hasta 2,227 ua y acercarse hasta 2,116 ua. Su inclinación orbital es 1,079 grados y la excentricidad 0,02562. Emplea 1169 días en completar una órbita alrededor del Sol.

## Características físicas
La magnitud absoluta de Amy es 13,9. Está asignado al tipo espectral C de la clasificación SMASSII.